# Irfan Fandi
Irfan Fandi (ur. 13 sierpnia 1997 w Singapurze) – singapurski piłkarz, występujący na pozycji obrońcy w tajskim klubie Bangkok Glass FC oraz w reprezentacji Singapuru.

## Statystyki

### Klubowe
Na podstawie:
| Klub                 | Sezonów | Liga          | Liga  | Liga   | Puchar krajowy | Puchar krajowy | Kontynentalne | Kontynentalne | Suma  | Suma   |
| Klub                 | Sezonów | Liga          | Mecze | Bramki | Mecze          | Bramki         | Mecze         | Bramki        | Mecze | Bramki |
| -------------------- | ------- | ------------- | ----- | ------ | -------------- | -------------- | ------------- | ------------- | ----- | ------ |
| Young Lions          | 2       | S-League      | 27    | 4      | 0              | 0              | –             | –             | 27    | 4      |
| Lion City Sailors FC | 2       | S-League      | 25    | 6      | 2              | 0              | 7             | 1             | 34    | 7      |
| Bangkok Glass FC     | 1       | Thai League 1 | 85    | 7      | 15             | 2              | 8             | 0             | 108   | 9      |
|                      | Łącznie | Łącznie       | 137   | 17     | 17             | 2              | 15            | 1             | 169   | 20     |

### Reprezentacyjne
Na podstawie:
| Rozgrywki              | Faza       | M  | Gol | Żółta kartka | Czerwona kartka |
| ---------------------- | ---------- | -- | --- | ------------ | --------------- |
| Mecze towarzyskie      | –          | 17 | 0   | 2            | 0               |
| Eliminacje PA 2019     | Grupa E    | 6  | 1   | 2            | 0               |
| Mistrzostwa ASEAN 2018 | Grupa B    | 4  | 0   | 0            | 0               |
| Eliminacje MŚ 2022     | Grupa 4    | 7  | 0   | 2            | 0               |
| Mistrzostwa ASEAN 2020 | Grupa A    | 4  | 0   | 1            | 0               |
| Mistrzostwa ASEAN 2020 | 1/2 finału | 2  | 0   | 0            | 1               |
| Eliminacje PA 2023     | Grupa F    | 2  | 0   | 1            | 0               |
| Mistrzostwa ASEAN 2022 | Grupa B    | 3  | 1   | 1            | 0               |

## Sukcesy
Na podstawie:

### Klubowe
Z Bangkok Glass:
- Mistrz Tajlandii 2020/21
- Puchar Tajlandii 2020/21, 2021/22